# Élections législatives de 1958 dans la Meuse
Les élections législatives françaises de 1958 se déroulent les 23 et 30 novembre 1958. Dans le département de la Meuse, deux députés sont à élire dans le cadre de deux circonscriptions.

## Élus
| Circonscription | Député élu       | Parti | Parti |
| --------------- | ---------------- | ----- | ----- |
| 1re             | Louis Jacquinot  |       | CNIP  |
| 2e              | André Beauguitte |       | CR    |

## Système électoral
Pour la première fois depuis 1936, les élections législatives ont lieu au scrutin uninominal majoritaire à deux tours dans des circonscriptions uninominales.
Est élu au premier tour le candidat qui réunit la majorité absolue des suffrages exprimés et un nombre de voix au moins égal au quart (25 %) des électeurs inscrits dans la circonscription. Si aucun des candidats ne satisfait ces conditions, un second tour est organisé entre les candidats ayant réuni un nombre de voix au moins égal à 5 % des suffrages exprimés. Au second tour, le candidat arrivé en tête est déclaré élu.
Le seuil de qualification, basé sur un pourcentage relativement faible des suffrages exprimés, tend à faciliter l'accès au second tour de plus de deux candidats. Les candidats en lice au second tour peuvent ainsi fréquemment être trois, un cas de figure appelé « triangulaire ». Lorsque quatre candidats s'affrontent au second tour, on parle de « quadrangulaire ».

## Résultats

### Taux de participation
| Taux de participation | 1er tour | 1er tour | 1er tour   | 2d tour | 2d tour | 2d tour    | Différence entre les deux tours |
| Taux de participation | En 1956  | En 1958  | Différence | En 1956 | En 1958 | Différence | Différence entre les deux tours |
| --------------------- | -------- | -------- | ---------- | ------- | ------- | ---------- | ------------------------------- |
| 1re circonscription   | 86,05 %  | 80,49 %  | 5,56       |         |         |            |                                 |
| 2e circonscription    | 86,13 %  | 82,33 %  | 3,80       | 78,85 % | 3,48    |            |                                 |
| Total                 | 86,08 %  | 81.31 %  | 4,77       | 78,85 % | 2,46    |            |                                 |

### Résultats à l'échelle du département
| Parti          | Parti                                          | Premier tour | Premier tour | Second tour | Second tour | Sièges |
| Parti          | Parti                                          | Voix         | %            | Voix        | %           | Sièges |
| -------------- | ---------------------------------------------- | ------------ | ------------ | ----------- | ----------- | ------ |
|                | Centre national des indépendants et paysans    | 34 195       | 35,76        |             |             | 1      |
|                | Union pour la nouvelle République              | 5 052        | 5,28         | 11 224      | 26,93       | 0      |
|                | Divers droite                                  | 2 233        | 2,34         | Retrait     | Retrait     | 0      |
|                | Droite parlementaire                           | 41 480       | 43,38        | 11 224      | 26,93       | 1      |
|                |                                                |              |              |             |             |        |
|                | Centre républicain                             | 20 784       | 21,74        | 24 307      | 58,32       | 1      |
|                | Section française de l'Internationale ouvrière | 12 249       | 12,81        |             |             | 0      |
|                | Parti communiste français                      | 11 591       | 12,12        | 6 149       | 14,75       | 0      |
|                | Mouvement républicain populaire                | 5 233        | 5,47         | Retrait     | Retrait     | 0      |
|                | Radicaux centristes                            | 4 278        | 4,47         | Retrait     | Retrait     | 0      |
|                |                                                |              |              |             |             |        |
| Inscrits       | Inscrits                                       | 122 344      | 100,00       | 54 111      | 100,00      | 2      |
| Abstentions    | Abstentions                                    | 22 871       | 18,69        | 11 446      | 21,15       |        |
| Votants        | Votants                                        | 99 473       | 81,31        | 42 665      | 78,85       |        |
| Blancs et nuls | Blancs et nuls                                 | 3 858        | 3,88         | 985         | 2,31        |        |
| Exprimés       | Exprimés                                       | 95 615       | 96,12        | 41 680      | 97,69       |        |

### Résultats par circonscription

#### Première circonscription (Bar-le-Duc)
|                | Louis Jacquinot élu | CNIP           | 34 195 | 65,30  |  |  |  |
|                | Louis Dodin         | SFIO           | 12 249 | 23,30  |  |  |  |
|                | Lucien Pouille      | PCF            | 5 922  | 11,31  |  |  |  |
|                |                     |                |        |        |  |  |  |
| Inscrits       | Inscrits            | Inscrits       | 68 230 | 100,00 |  |  |  |
| Abstentions    | Abstentions         | Abstentions    | 13 311 | 19,51  |  |  |  |
| Votants        | Votants             | Votants        | 54 919 | 80,49  |  |  |  |
| Blancs et nuls | Blancs et nuls      | Blancs et nuls | 2 553  | 4,65   |  |  |  |
| Exprimés       | Exprimés            | Exprimés       | 52 366 | 95,35  |  |  |  |

#### Deuxième circonscription (Verdun)
| Candidat       | Candidat             | Parti          | Premier tour | Premier tour | Second tour | Second tour |  |
| Candidat       | Candidat             | Parti          | Voix         | %            | Voix        | %           |  |
| -------------- | -------------------- | -------------- | ------------ | ------------ | ----------- | ----------- |  |
|                | André Beauguitte élu | CR             | 20 784       | 48,06        | 24 307      | 58,32       |  |
|                | André Savard         | PCF            | 5 669        | 13,11        | 6 149       | 14,75       |  |
|                | Maurice Rochette     | MRP            | 5 233        | 12,10        | Retrait     | Retrait     |  |
|                | René Ansion          | UNR            | 5 052        | 11,68        | 11 224      | 26,93       |  |
|                | Jacques Barat-Dupont | Radcent        | 4 278        | 9,89         | Retrait     | Retrait     |  |
|                | René Demonte         | Divers droite  | 2 233        | 5,16         | Retrait     | Retrait     |  |
|                |                      |                |              |              |             |             |  |
| Inscrits       | Inscrits             | Inscrits       | 54 114       | 100,00       | 54 111      | 100,00      |  |
| Abstentions    | Abstentions          | Abstentions    | 9 560        | 17,67        | 11 446      | 21,15       |  |
| Votants        | Votants              | Votants        | 44 554       | 82,33        | 42 665      | 78,85       |  |
| Blancs et nuls | Blancs et nuls       | Blancs et nuls | 1 305        | 2,93         | 985         | 2,31        |  |
| Exprimés       | Exprimés             | Exprimés       | 43 249       | 97,07        | 41 680      | 97,69       |  |